# Blue Ridge (Virginia)
Blue Ridge es una ciudad situada en el Condado de Botetourt, Virginia, Estados Unidos. Su población es de 3188 habitantes según el censo del año 2000. Forma parte del área metropolitana de Roanoke.